# Secusio sansibarensis
Secusio sansibarensis là một loài bướm đêm thuộc phân họ Arctiinae, họ Erebidae.